# Боб садовый
Боб садо́вый, или Боб обыкнове́нный, или Боб ру́сский, или Боб ко́нский (лат. Vícia fába), — зернобобовая культура, вид однолетних растений рода Вика семейства Бобовые (Fabaceae). Название вида часто встречается в форме множественного числа — Бобы садовые, Бобы конские и т. п.

## Ботаническое описание

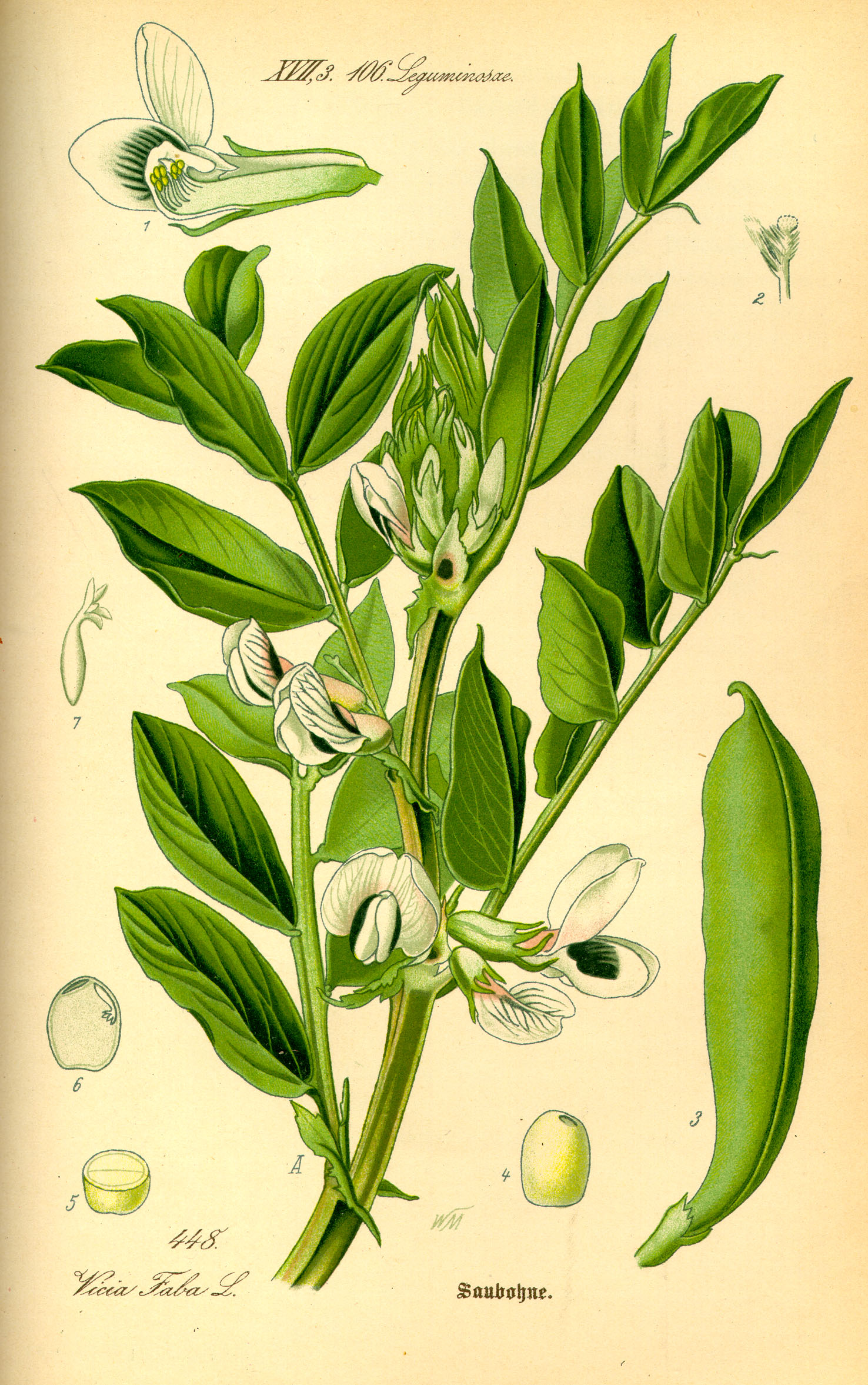

Корень стержневой, сильно разветвлённый, проникает в землю на глубину 80—150 см.
Стебель простой, прямой, четырёхгранный, высотой до 1,8 метра. Из одного корня в благоприятных условиях вырастает до 5 и более стеблей.
Листья с 1—3 парами эллиптических листочков, заканчиваются непарным эллиптическим листочком или рудиментарным усиком.
Цветки мотылькового типа, с приятным тонким запахом, белые, розоватые или светло-фиолетовые, расположены в пазушных кистях. Сладкий аромат цветков привлекателен для пчел и других опылителей.
Плод — боб с семенами. Семена овальные, сплюснутые, разнообразной окраски — белой, зелёной, разных оттенков коричневого и фиолетового, вплоть до полностью чёрной.

## Распространение и экология
Родина растения — Средиземноморье. Его возделывали в Палестине уже за тысячу лет до н. э. В Древнем Египте боб считали священным растением; высоко почитали его в Древней Греции. В то же время знаменитый древнегреческий философ и математик Пифагор не рекомендовал употреблять в пищу бобы, объясняя это тем, что в них переселяются души умерших (см. Лемурия (праздник)). Уже в античной литературе упоминаются чёрные и белые бобы. В Древнем Риме бобы так же были популярны и использовались в том числе в магических ритуалах.
В диком виде в природе боб обыкновенный не обнаружен. В культурном виде его выращивают во многих странах: на Средиземноморском побережье Европы и Африки, в США, Индии и многих других странах. В России возделывается практически во всех регионах (за исключением районов Крайнего Севера). На территории современной России растение известно более тысячи лет.
Для получения хороших урожаев бобы требуют умеренных температур и хорошего влагообеспечения, но при этом невысокой интенсивности осадков, которые иначе могут вызвать сильные грибковые поражения. Растения уязвимы для сильных ветров и ливневых шквалов, которые могут их сломать. Эти особенности ограничивают их распространение.
Из-за большой глубины нектарника опылить цветки могут только насекомые с достаточно длинным хоботком или достаточно сильные, чтобы раздвинуть лепестки — шмели, пчёлы-каменщицы и т. п. Некоторые виды шмелей паразитируют на цветках, прогрызая нектарник сбоку и таким образом высасывая нектар без опыления, что также снижает урожайность.

## Химический состав
В семенах содержится до 35 % белков, до 55 % углеводов, 0,8—1,5 % жиров. Бобы богаты минеральными солями, витаминами и ферментами.
Зелёная трава в фазе цветения содержит 87,6 % воды и в абсолютно сухом состоянии 1,13 % золы, а также 0,195 % кальция, 0,050 % фосфора, 0,242 % калия. Содержит 261,3 мг каротина на 1 кг абсолютно сухого вещества.

## Значение и применение

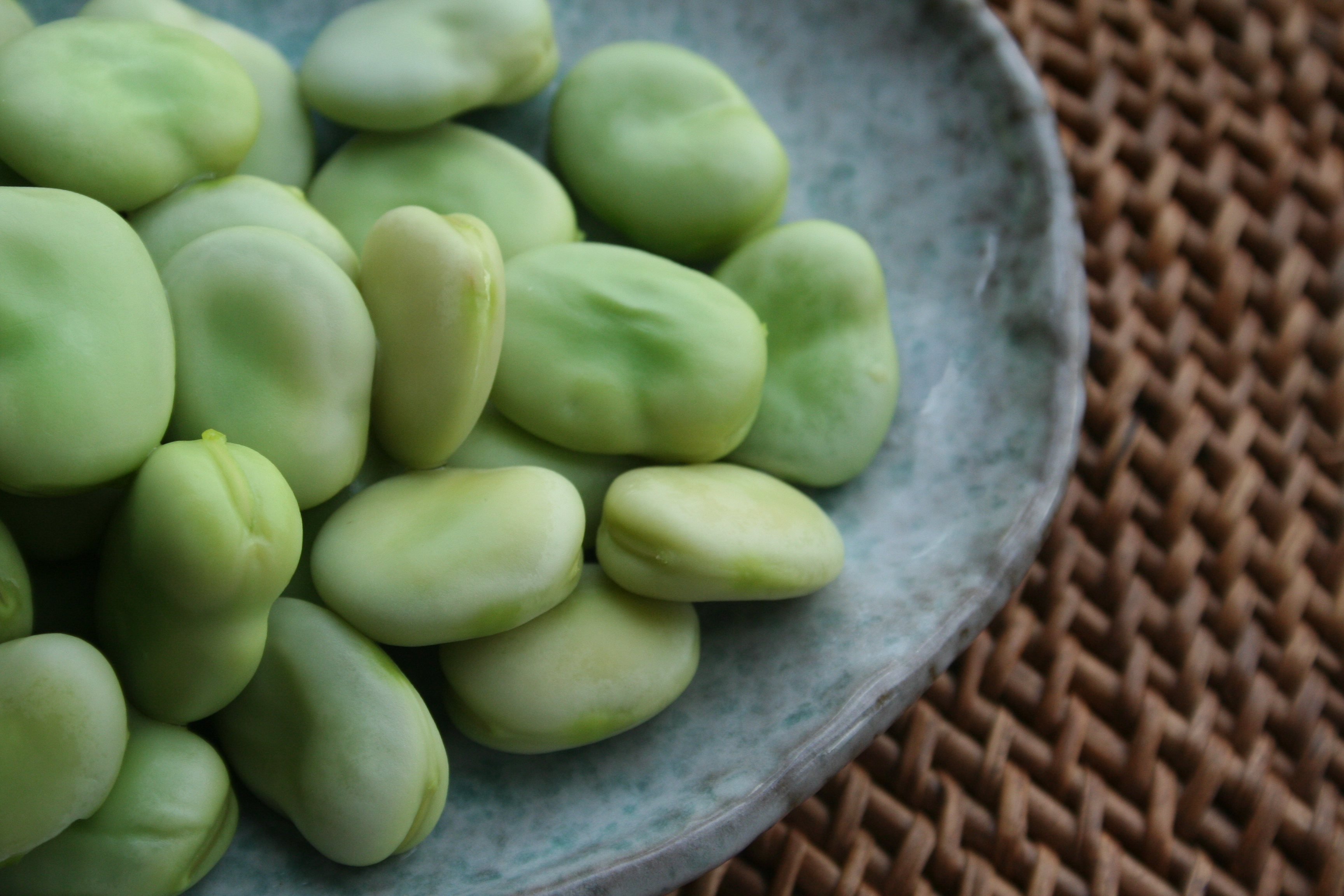
Семена бобов в стадии технической (молочной) зрелости

Выращивается как пищевая и кормовая культура. Многие аминокислоты, содержащиеся в белке бобов, не синтезируются в организме человека и являются абсолютно необходимыми для белкового метаболизма.
Очень хороший медонос. Даёт пчёлам много нектара, особенно в пасмурную и тёплую, но не жаркую погоду после полудня.
Семена — концентрированный корм для лошадей, молочного скота и свиней. Скармливание в большом количестве вызывает у животных запоры. Поэтому их дают животным в варёном и размоченном или сыром виде. Размолотые в муку входят в состав комбикормов. Солома более питательная, чем солома овса. Содержит 5—10 % белковых веществ и грубее соломы овса. Рекомендуется запаривание и измельчение перед скармливанием.

### Использование в кулинарии
Бобы популярны в кухнях самых разных народов мира. Особенно широкое применение имеет эта культура у болгар, датчан, бельгийцев, англичан и голландцев. Садовые бобы распространены в кулинарии некоторых азиатских стран и в арабской кухне (в том числе ливанской, египетской — например, в блюде фул медамес). В Китае, Мексике (блюдо habas con chile) и Таиланде популярна закуска из бобов, зажаренных так, что их твёрдая оболочка «вскрывается». В кулинарии этих и других стран бобы Vicia faba часто называются «фава» (fava), конскими или широкими (англ. broad bean) бобами. Порошок из поджаренных бобов вместе с мятой и чесноком является старинной приправой к супам и вторым блюдам в болгарской, сербской, македонской, украинской, румынской и молдавской кухонь.
Бобы используются в качестве основного ингредиента сицилийского супа макко. Свиная шейка с конскими бобами является национальным блюдом Люксембурга. В Марокко из бобов делают соус-биссара, популярный в качестве уличной еды.

## Использование в медицине
Отваром или настоем цветков умывают или протирают кожу лица для снятия раздражения или зуда.
Не следует употреблять в пищу бобы при желудочно-кишечных заболеваниях, сопровождаемых запорами и метеоризмом. Также необходимо отказаться от них людям, страдающим подагрой и гепатитом.
Страдающие фавизмом должны избегать бобов, поскольку они вызывают гемолиз. Широкие бобы богаты тирамином, и поэтому их следует избегать тем, кто принимает ингибиторы моноаминоксидазы.

## Традиции, связанные с бобом садовым
С древности бобы связывались с потусторонним миром и использовались в колдовских ритуалах. В Древнем Риме во время праздника Лемурий разбрасываемыми бобами задабривали неупокоенные души.
В странах Западной Европы обязательным атрибутом празднования Богоявления традиционно являлся боб. Его кладут в тесто, из которого выпекают праздничный пирог. Тот, которому достался кусок с бобом, становится на время праздника «бобовым королём». Фламандский художник Я. Йорданс запечатлел этот народный обычай на картине «Бобовый король», выставленной в Эрмитаже.
У русских на Святки девушки загадывали желания и гадали на бобах об их исполнении. О ворожбе на бобах говорили: «Чужую беду на бобах разведу, а к своей ума не приложу»; «Кинь бобами, будет ли за нами?»; «Раскидывай (разводи) на бобах». Известное выражение «Остаться на бобах или сидеть на бобах», то есть остаться ни с чем, обмануться в ожиданиях — также связано со старинным способами гадания.

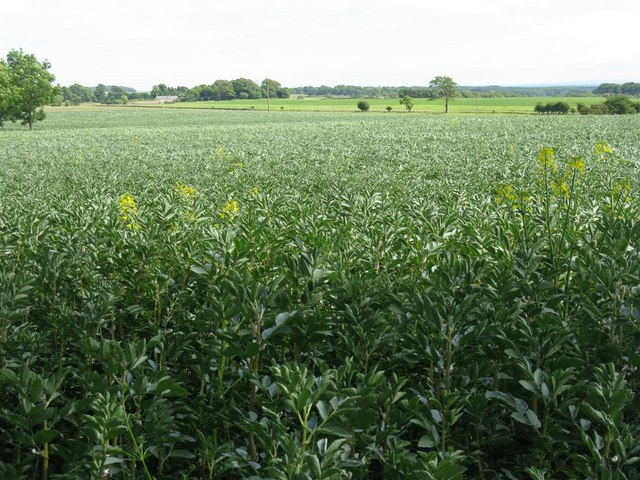
Поля с бобами в Великобритании
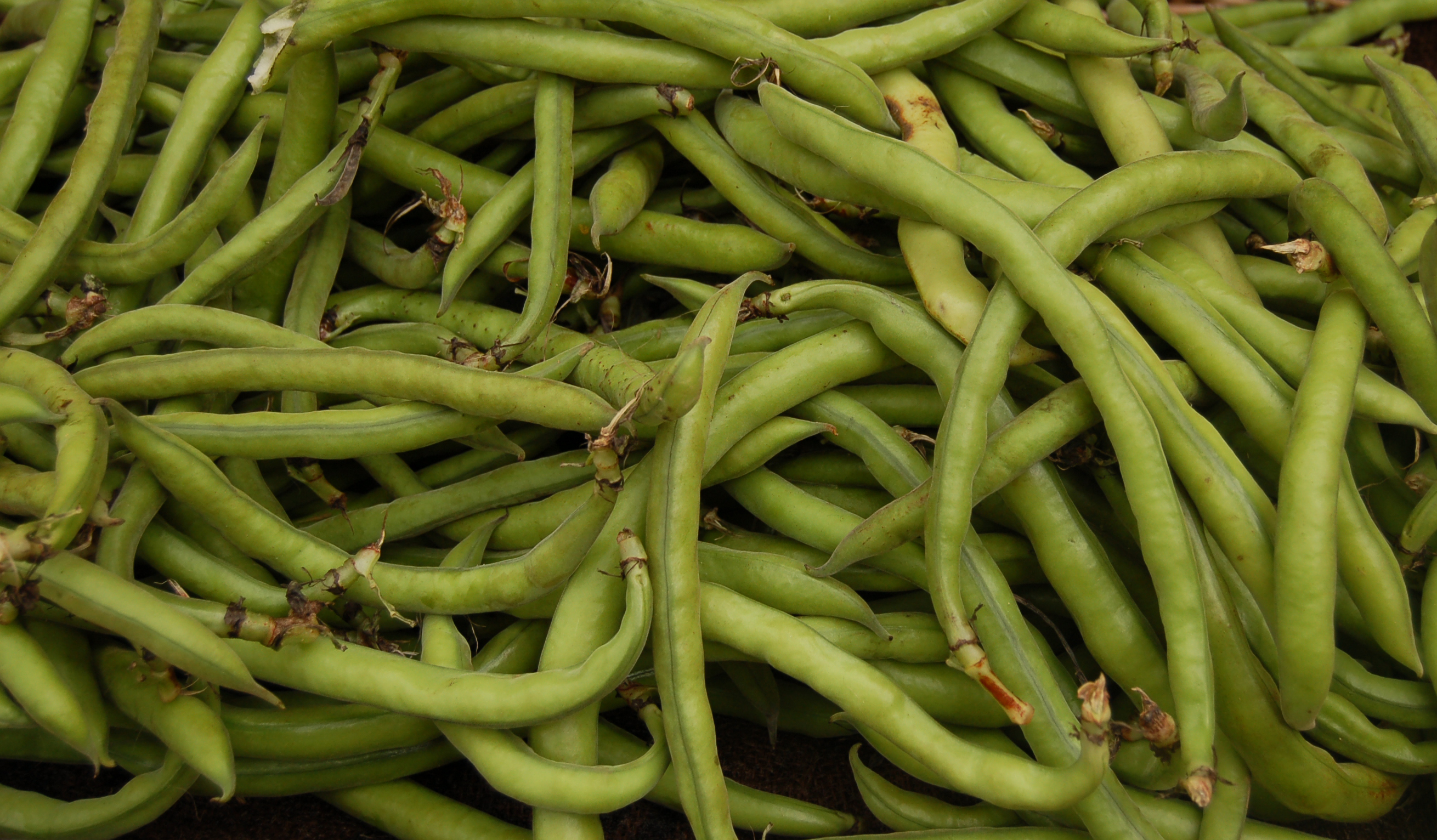
Стручки боба
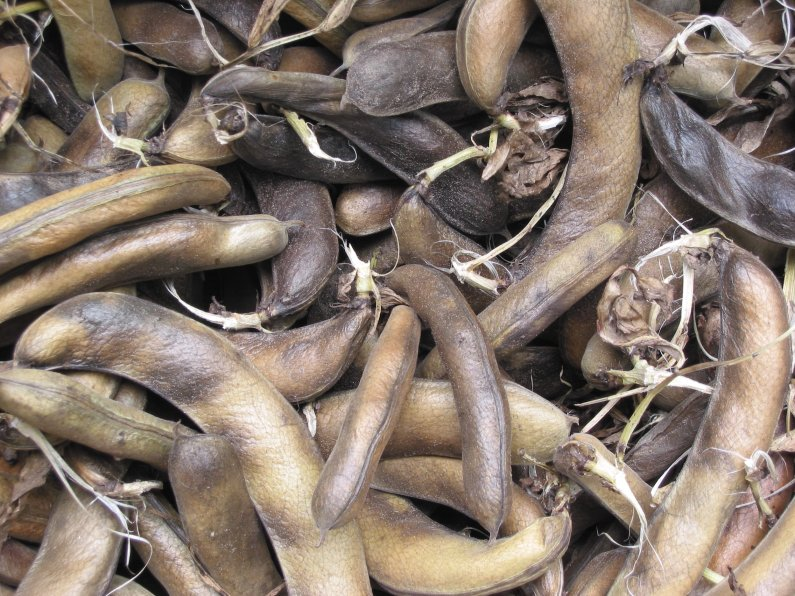
Бобы с семенами в фазе биологической зрелости
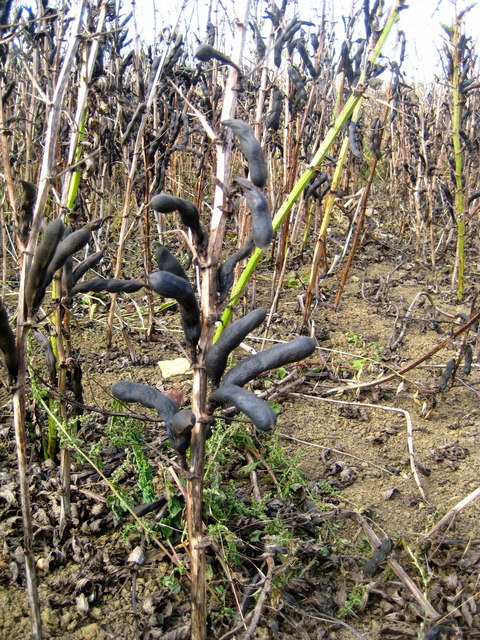
Бобы на растениях
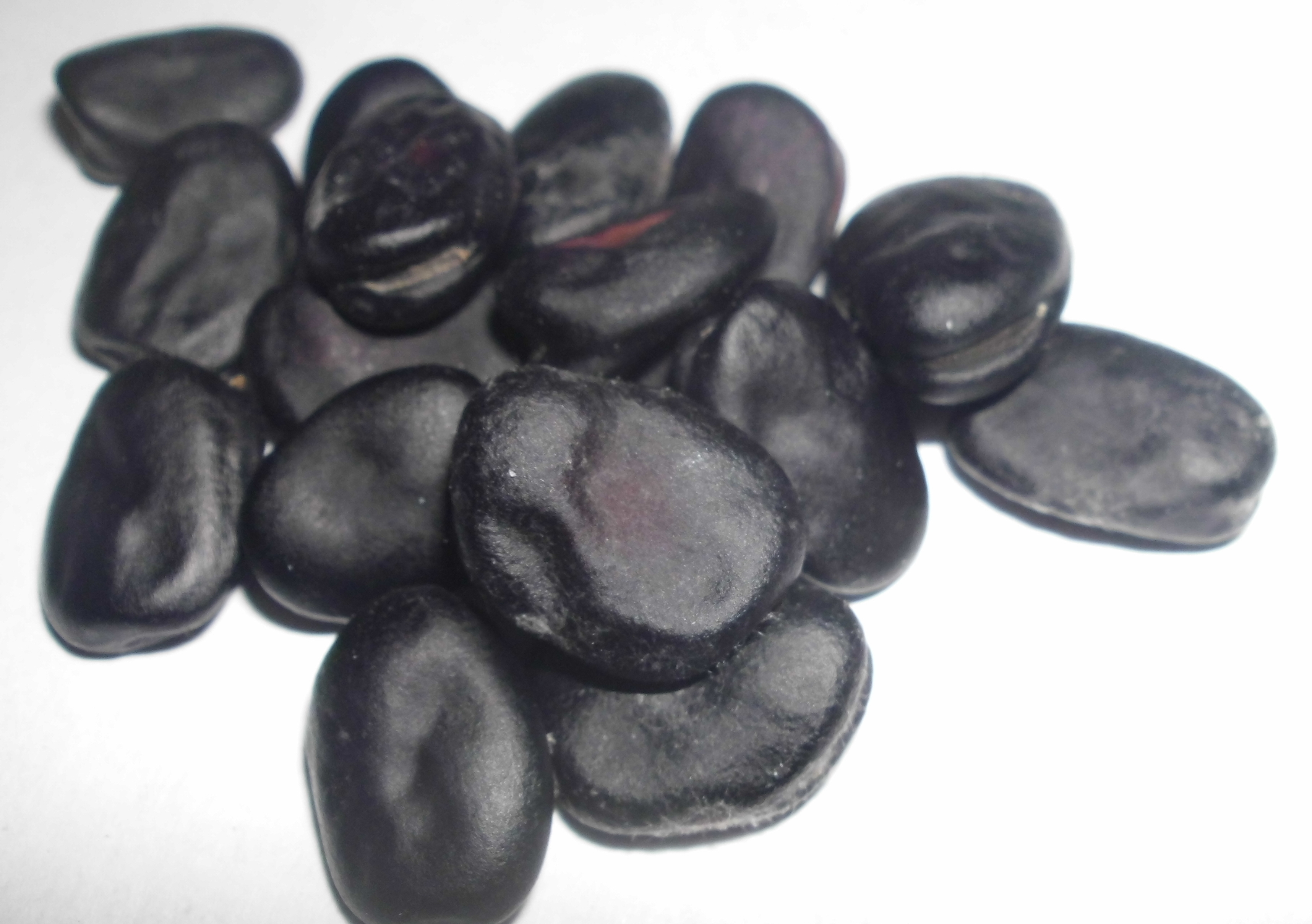
Семена чёрного цвета
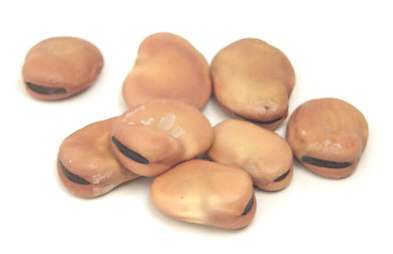
Семена кремового цвета
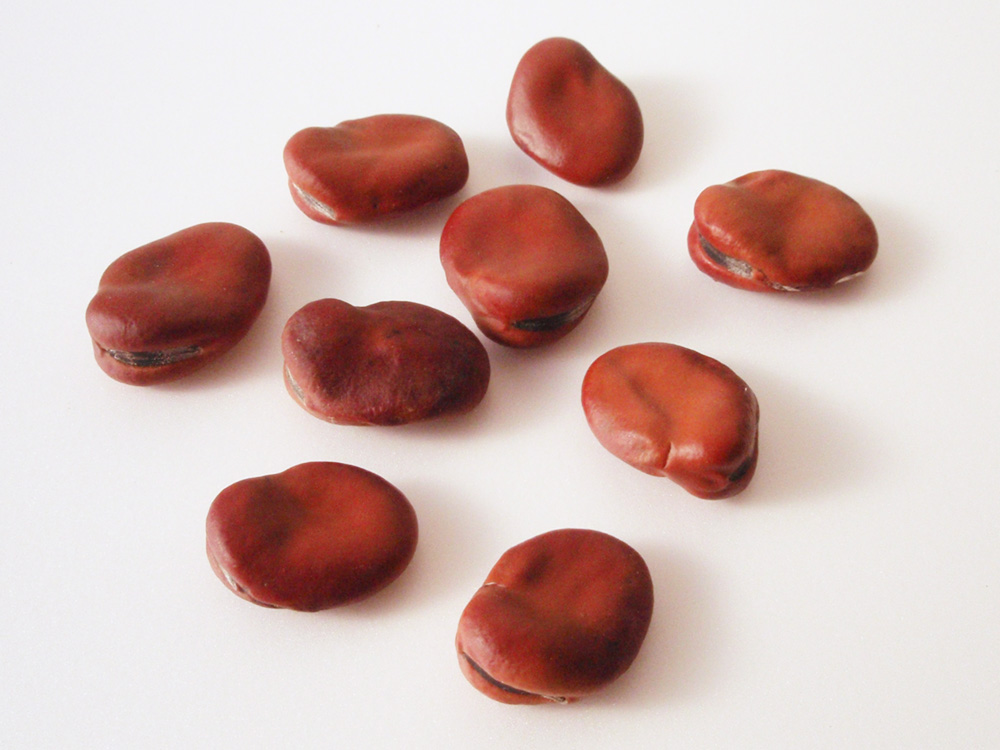
Семена коричневого цвета
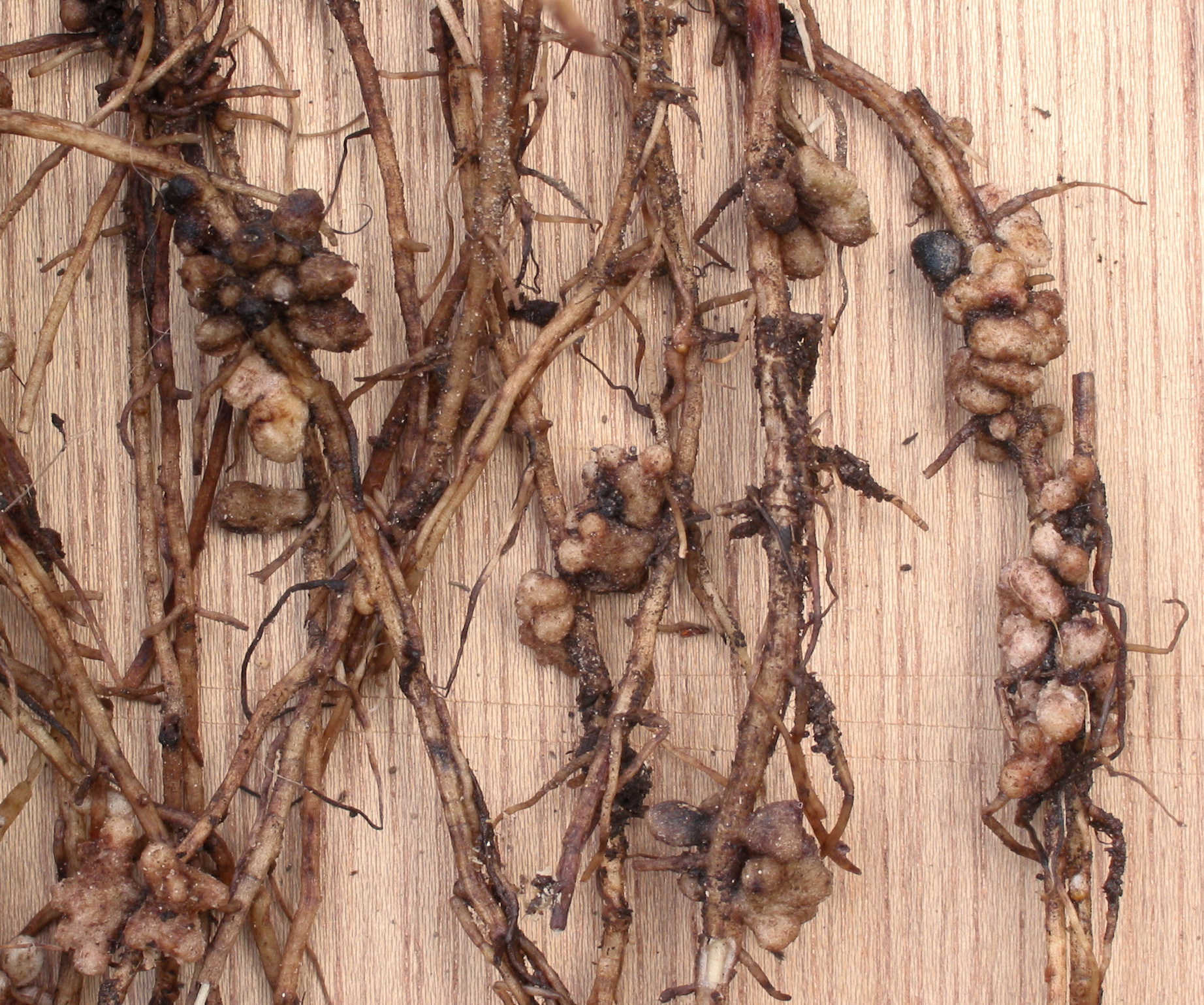
Клубеньки на корнях бобов с азотфиксирующими микроорганизмами

## Классификация

### Таксономия
Vicia faba L., 1753, Sp. Pl.: 737
Вид Боб садовый относится к роду Горошек (Vicia) подсемейства Мотыльковые (Papilionoideae) семейства Бобовые (Fabaceae) порядка Бобовоцветные (Fabales). Таксономическая схема в соответствии с Системой APG IV по состоянию на декабрь 2023 года:
|  |                                      |  |                                   |                                   |                   |  | ещё 3 семейства | ещё 3 семейства   |                          |  |  |  | еще 523 рода                                                    | еще 523 рода |  |  |
|  |                                      |  |                                   |                                   |                   |  | ещё 3 семейства | ещё 3 семейства   |                          |  |  |  | еще 523 рода                                                    | еще 523 рода |  |  |
|  |                                      |  |                                   | порядок Бобовоцветные             |                   |  |                 |                   | подсемейство Мотыльковые |  |  |  |                                                                 | Боб садовый  |  |  |
|  |                                      |  |                                   | порядок Бобовоцветные             |                   |  |                 |                   | подсемейство Мотыльковые |  |  |  |                                                                 | Боб садовый  |  |  |
|  | отдел Цветковые, или Покрытосеменные |  |                                   |                                   | семейство Бобовые |  |                 |                   | род Горошек              |  |  |  |                                                                 |              |  |  |
|  | отдел Цветковые, или Покрытосеменные |  |                                   |                                   |                   |  |                 |                   |                          |  |  |  |                                                                 |              |  |  |
|  |                                      |  | ещё 63 порядка цветковых растений | ещё 63 порядка цветковых растений |                   |  |                 | еще 5 подсемейств | еще 5 подсемейств        |  |  |  | еще 296 подтвержденных видов и 52 вида, ожидающих подтверждения |              |  |  |
|  |                                      |  |                                   | ещё 63 порядка цветковых растений |                   |  |                 |                   | еще 5 подсемейств        |  |  |  |                                                                 |              |  |  |

### Синонимы
- Faba bona subsp. equina (Medik.) Soják
- Faba equina Medik.
- Faba faba (L.) House
- Faba major Desf.
- Faba major var. longisiliqua Poit.
- Faba major var. minor Poit.
- Faba major var. viridis Poit.
- Faba minor Roxb.
- Faba sativa Bernh.
- Faba vulgaris Moench
- Faba vulgaris subsp. minor Dostál
- Faba vulgaris var. agrorum Alef.
- Faba vulgaris var. albida Alef.
- Faba vulgaris var. albiflora Alef.
- Faba vulgaris var. arcuata Alef.
- Faba vulgaris var. atra Alef.
- Faba vulgaris var. atriflora Alef.
- Faba vulgaris var. atropurpurea Alef.
- Faba vulgaris var. aurorea Alef.
- Faba vulgaris var. circularis Alef.
- Faba vulgaris var. equina (Medik.) Lej.
- Faba vulgaris var. flabellata Alef.
- Faba vulgaris var. fuliginiflora Alef.
- Faba vulgaris var. hortensis Lej.
- Faba vulgaris var. humillima Alef.
- Faba vulgaris var. macrocarpa Alef.
- Faba vulgaris var. macrochloris Alef.
- Faba vulgaris var. macrosperma Alef.
- Faba vulgaris var. major Nois.
- Faba vulgaris var. mazagana Alef.
- Faba vulgaris var. mediolana Alef.
- Faba vulgaris var. megalosperma Alef.
- Faba vulgaris var. microchloris Alef.
- Faba vulgaris var. minor Mérat
- Faba vulgaris var. nebulosa Alef.
- Faba vulgaris var. nebulosa-violacea Alef.
- Faba vulgaris var. nitidissima Alef.
- Faba vulgaris var. notatopurpurea Alef.
- Faba vulgaris var. orbicularis Alef.
- Faba vulgaris var. paucijuga Alef.
- Faba vulgaris var. picea Alef.
- Faba vulgaris var. pliniana Trab.
- Faba vulgaris var. purpurea Alef.
- Faba vulgaris var. purpuriflora Alef.
- Faba vulgaris var. quisquilina Alef.
- Faba vulgaris var. sanguinea Alef.
- Faba vulgaris var. schlagintweitii Alef.
- Faba vulgaris var. subviridis Alef.
- Faba vulgaris var. superba Alef.
- Faba vulgaris var. tockeri Alef.
- Faba vulgaris var. violacea Alef.
- Faba vulgaris var. viridinana Alef.
- Faba vulgaris var. viridis Nois.
- Faba vulgaris var. viridissima Alef.
- Faba vulgaris var. viridopaca Alef.
- Faba vulgaris var. waterlooensis Alef.
- Faba vulgaris var. windsoriana Alef.
- Orobus faba (L.) Brot.
- Vicia equina (Medik.) Steud.
- Vicia esculenta Salisb.
- Vicia faba subsp. equina (Medik.) Schübl. & G.Martens
- Vicia faba subsp. faba
- Vicia faba subsp. minor Rothm.
- Vicia faba var. equina (Medik.) Pers.
- Vicia faba var. minor Peterm.
- Vicia faba var. minor Beck
- Vicia faba var. pliniana Trab.
- Vicia pliniana (Trab.) Muratova
- Vicia porphyrea Rchb.
- Vicia vulgaris Gray
- Vicia vulgaris var. equina Gray